# Euchalcia bellieri
Euchalcia bellieri is een vlinder uit de familie uilen (Noctuidae). De wetenschappelijke naam is voor het eerst geldig gepubliceerd in 1900 door Kirby.
De soort komt voor in Europa.